# Ernó Kállai
Ernó Kállai (Szakálháza, Rumanía, 9 de noviembre de 1890 – Budapest, 28 de noviembre de 1954) fue un historiador del arte, escritor y crítico de arte relacionado con el grupo MA-ists.

## Biografía
Ernó Kállai estudió historia del arte en Budapest, y pudo completar su formación trasladándose a países como Alemania, Estados Unidos e Inglaterra. En 1920 empezó su colaboración en la revista MA, donde entraría en contacto con Lajos Kassák y László Moholy-Nagy y en la que analizarían las tendencias del arte moderno desde un punto de vista teórico.
También en 1920 comenzó a trabajar en el British Museum y la National Gallery de Londres. En 1929 empezó a colaborar con una revista alemana de decoración y en 1935 regresó de nuevo a Hungría, donde residiría de forma permanente hasta su fallecimiento.
- Datos: Q1122902
- Multimedia: Ernő Kállai (art historian) / Q1122902